# Пам'ятник Антону Чехову (Таганрог)
Пам'ятник Антону Чехову в Таганрозі — монумент, що являє собою бронзову скульптуру на гранітному постаменті роботи народного художника РРФСР, члена-кореспондента Російської академії мистецтв скульптора І. М. Рукавішнікова і архітектора Г. А. Захарова. Пам'ятник був відкритий 29 січня 1960 року до 100-літньої річниці з дня народження А. П. Чехова в сквері ім. Чехова на Червоній (колишній Олександрівській) площі Таганрога. На відкритті монументу серед сотень гостей були присутні Ілля Еренбург і Чингіз Айтматов.
Висота фігури 3 метри, п'єдесталу — 3 м 15 см. Робота відрізняється нетрадиційним відображенням обличчя письменника: Чехов зображений молодою людиною, що сидить на камені з книгою і оберненийа до вулиці, на якій народився.
Пам'ятник є власністю муніципалітету, має статус об'єкта культурної спадщини федерального значення.
У 2009 році завершена реставрація пам'ятника А. П. Чехова і прилеглого скверу. Засоби 1,4 мільйонів рублів на реставрацію пам'ятника були виділені з муніципального бюджету.

## Історія
Історія пам'ятника доволі складна. У жовтні 1956 року 13 тисяч таганрозців побували в залі місцевого краєзнавчого музею, де були виставлені 18 проєктів пам'ятника Чехову. Були відкинуті варіанти, що зображували письменника співаком лихоліття, похмурою людиною, песимістом, зломленим негодами життя.
Через три роки в Москві проводився другий Всесоюзний конкурс. Із тридцяти представлених варіантів чотири найкращі роботи були відправлені до Таганрога. Загальне схвалення викликав проєкт молодого на той час скульптора І. М. Рукавішнікова, який зумів створити правдивий образ письменника, ім'я якого навічно пов'язано з Таганрогом.
Фігура відлита на заводі «Монумент-скульптура» в Ленінграді, гранітні плити для постаменту виготовлені в місті Митищі.